# Oubanguia
Oubanguia é um género botânico pertencente à família Lecythidaceae.
1. ↑  «Oubanguia — World Flora Online». www.worldfloraonline.org. Consultado em 19 de agosto de 2020